# Pointe Enukso
La pointe Enukso (Enukso Point) est une péninsule de  l'Île de Baffin, au nord de la Baie d'Hudson.
La péninsule est connue pour un groupe de plus de 100 inukshuk, empilement de pierres construits par les inuits.
Le site a été désigné en tant que lieu historique du Canada en 1969.